# Колонии Португалии
Португальская империя (порт. Império Português) — совокупность заморских по отношению к континентальной Португалии территорий мира, находившихся в колониальной зависимости от этой метрополии. Португальская империя на вершине своего могущества была одной из крупнейших империй в мировой истории. Её создание связано с началом эпохи Великих географических открытий, в ходе которых она стала одной из первых колониальных империй. Португальская империя существовала с XV столетия до (в случае с африканскими владениями) конца XX века.

## Истоки
Предпосылкой образования империи послужила ограниченность Португалии со всех сторон испанскими королевствами и невозможность сухопутного территориального расширения в сторону Европы. Великие географические открытия конца XV века, активная деятельность португальской знати и торговых элит привели к созданию крупнейшей морской империи нескольких следующих веков.
Инфант Генрих (Энрике) Мореплаватель часто упоминается как основатель Португальской империи. Под его покровительством португальские мореходы стали открывать новые земли, стремясь достичь Индии морским путём вокруг Африки.
Интерес инфанта Энрике Мореплавателя к географическим исследованиям, соединенный с развитием технологий в мореплавании, стремлением португальских купцов к товарам стран Востока и необходимостью открытия новых торговых путей вместе породили португальскую экспансию и Великие географические открытия. После взятия Сеуты в 1415 году инфант Энрике принялся отправлять морские экспедиции к югу вдоль западного побережья Африки. Первые плавания не принесли казне дохода, однако вскоре корабли, возвращаясь в Португалию, начали привозить золото и рабов с африканского побережья, и, таким образом, интерес к дальнейшим плаваниям возрастал все сильней. Одна за другой следовали экспедиции Нуну Триштана, Диниша Диаша, Альвизе Кадамосто и других выдающихся моряков, которые продвигались к югу все дальше и дальше.
Однако на момент смерти Энрике Мореплавателя в 1460 году португальцы не пересекли даже экватора, достигнув к тому времени лишь побережья Сьерра-Леоне и открыв ряд островов в Атлантическом океане, в том числе острова Зелёного мыса. После этого экспедиции на какое-то время прекратились, однако вскоре были возобновлены опять — король превосходно понимал, насколько важен для Португалии захват новых земель. Вскоре были достигнуты острова Сан-Томе и Принсипи, пройден экватор, а в 1482—1486 годах Диогу Кан открыл большой отрезок африканского берега к югу от экватора. Вместе с тем продолжалась экспансия в Марокко, а на гвинейском побережье португальцы активно устанавливали крепости и торговые пункты.
В 1487 году король Жуан II по суше направил двух офицеров, Перу да Ковильяна и Афонсу ди Паива, на поиски пресвитера Иоанна и «страны пряностей». Ковильяну удалось достичь Индии, однако на обратном пути, узнав о том, что его спутник погиб в Эфиопии, он направился туда и был задержан там по приказу императора. Однако Ковильян сумел передать на родину отчет о своем путешествии, в котором подтвердил, что вполне реально достичь Индии по морю, обогнув Африку.
Почти в то же время Бартоломеу Диаш открыл мыс Доброй Надежды, обогнул Африку и вышел в Индийский океан, окончательно доказав тем самым, что Африка не простирается до самого полюса, как полагали древние ученые. Однако матросы флотилии Диаша отказались плыть дальше, из-за чего мореплаватель не сумел достичь Индии и вынужден был вернуться в Португалию.
Наконец, в 1497—1499 годах флотилия из четырёх кораблей под командованием Васко да Гамы, обогнув Африку, достигла берегов Индии и вернулась домой с грузом пряностей. Задача, поставленная более восьмидесяти лет назад инфантом Энрике, была выполнена.

## Создание империи
В 1500 году Педру Алвареш Кабрал по пути в Индию сильно отклонился на запад и открыл Бразилию, заявив на неё португальские претензии. Жуан да Нова открыл острова Вознесения и Святой Елены, а Тристан да Кунья стал первооткрывателем архипелага, названного его именем. В Восточной Африке мелкие прибрежные мусульманские княжества были ликвидированы или стали вассальными союзниками Португалии.
Стремительно продвигалось освоение Индийского океана. Так, один из кораблей Педру Кабрала открыл Мадагаскар (1501 год), а остров Маврикий был открыт в 1507 году.
Далее пути португальцев пролегли в Аравийское море и Персидский залив, Сокотра была занята в 1506, тогда же Лоуренсу ди Алмейда посетил Цейлон. Король Португалии Мануэль I в 1505 году учредил титул вице-короля Индии для управление колониями в Азии и Восточной Африке. Первым вице-королём Португальской Индии стал Франсишку ди Алмейда.
В континентальной Азии первые торговые посты были основаны Кабралом в Кочине и Каликуте (1501), были завоёваны Гоа (1510), Малакка (1511), Мартином Афонсу ди Соуза захвачен Диу (1535). Фернан Пиреш де Андраде посетил Кантон (1517) и открыл торговые отношения с Китаем, где в 1557 году португальцам было разрешено оккупировать Макао, в 1542 году тремя португальскими купцами случайно был открыт морской путь в Японию. В 1575 году Паулу Диаш де Новаиш начал колонизацию Анголы. В расцвете своего могущества Португальская Империя имела форпосты в Западной Африке, Индии, Юго-Восточной Азии.

## Иберийская уния
В 1580 году благодаря Иберийской унии Португалия объединяется с соседней Испанией под властью единой монархии. В 1640 году страна вернула себе независимость. На 60 лет португало-испанской унии приходится максимально интенсивная борьба Португалии с новой динамичной морской державой, Нидерландами, за колонии в Азии, Африке и Латинской Америке. В этой борьбе португальцы не имели былой государственной поддержки. Испанские монархи были сосредоточены на защите и расширении, в первую очередь, испанских колоний.
В конце XVI века португальцы по инерции продолжали проникать всё глубже внутрь Азии. 
Координируемые из Гоа экспедиции сумели распространить влияние Португалии в Южной и Юго-Восточной Азии; авантюристы, вроде Филипе де Бриту-э-Никоте, захватившего власть в Нижней Бирме, и официальные лица, вроде Константину де Браганса, рассчитывавшего покорить Джаффну, но в результате занявшего лишь остров Маннар, являлись активными проводниками португальского колониализма.
Принц Мориц, действуя в интересах Голландской Вест-Индской компании, нанёс португальцам ряд унизительных поражений. В результате в Бразилии образовалась обширная полоса голландских владений. Португальцами были также потеряны остров Сан-Томе, крепость Сан-Жоржи-да-Мина на Золотом берегу и город Луанда.
Хотя после расторжения унии и восстановления национальной государственности к 1654 году Португалия восстановила свою власть над Бразилией и Луандой, однако поступательная экспансия в Юго-Восточной Азии была сорвана голландцами. Так, из всей Индонезии в руках португальцев остался лишь Восточный Тимор, и это было закреплено Лиссабонским договором 1859 года.

## Распад империи
В XIX веке из-за вторжения Наполеона в Португалию империя потеряла флот, а с ним и большую часть своего богатства и могущества. Ликвидация Наполеоном португальской монархии и последовавшая за этим потеря Бразилии и экономический упадок привели к прекращению экспансионизма и постепенной утрате оставшихся колоний. К тому же предлагаемый Португалией проект создания «моста» сплошных колониальных владений Португалии с целью консолидации Анголы и Мозамбика («Розовая карта») провалился из-за противодействия Великобритании на Берлинской конференции колониальных держав и британского ультиматума 1890 года. К началу-середине XX века под властью Португалии оставались лишь Ангола, Мозамбик, Гвинея-Бисау, Португальская Индия (Гоа, Диу и Даман), Сан-Томе и Принсипи, Макао, острова Зелёного Мыса (Кабо-Верде) и Восточный Тимор.
Тем не менее, существование в Португалии режима диктаторов Антониу ди Оливейры Салазара и Марселу Каэтану препятствовало процессам деколонизации, охватившим владения других европейских империй. На деятельность в португальских колониях левых повстанческих движений, стремящихся к независимости (МПЛА в Анголе, ФРЕЛИМО в Мозамбике, ФРЕТИЛИН в Восточном Тиморе, ПАИГК в Гвинее-Бисау и Кабо-Верде) центральная власть в Лиссабоне отвечала террором и операциями правительственных войск. Португальская колониальная империя перестала существовать только в 1975 году вследствие установления в метрополии демократического режима.
В 1999 году состоялась официальная церемония передачи португальского владения Макао (Аомынь) Китайской Народной Республике. В том же году ООН формально была признана утрата последней колонии — Восточного Тимора, независимость которому была предоставлена ещё после Революции гвоздик, но была сорвана индонезийской оккупацией. Ныне единственными заморскими территориями Португалии являются на правах автономных регионов Мадейра и Азорские острова.
Содружество португалоязычных стран — это международная организация, созданная 17 июля 1996 и объединяющая страны, в которых португальский язык является официальным государственным языком. В содружество входят Португалия и её бывшие колонии — Ангола, Бразилия, Гвинея-Бисау, Кабо-Верде, Мозамбик, Сан-Томе и Принсипи. В 2002 году после провозглашения независимости к содружеству присоединился Восточный Тимор, а в 2014 году — Экваториальная Гвинея.

## Список колоний
В настоящем списке представлены все территории мира, когда-либо находившиеся в колониальной зависимости от Португалии.

### В севернойАтлантике
- Мадейра — c 1418
- Азорские острова — c 1427
- Гренландия (сейчас автономия Дании) — 1499—1500, претензии до 1535
- Земля Корте-Реал — 1501—? (сейчас часть Канады)
  - Терра Нова (Ньюфаундленд) — 1501—?
  - Лабрадор — 1499—1500
  - Новая Шотландия — 1519—?

### В Латинской Америке
- Бразилия — 1500—1822
- поселения в Уругвае
  - Сисплатина — 1808—1827
  - Колония-дель-Сакраменто — 1680—1777
- Французская Гвиана — оккупация 1809—1817
- Барбадос — 1536—?

### В Африке

#### Западная Африка
- анклавы в Марокко
  - Сеута — 1415—1640
  - Танжер — 1471—1662
  - Агуш (Суира-Гедима) 1506—1525
  - Алказер-Кебир (Эль-Ксар-эль-Кебир) 1458—1550
  - Арзила (Асила) 1471—1550; 1577—1589
  - Азамор (Аземмур) 1513—1541
  - Мазаган (Эль-Джадида) 1485—1550; 1506—1769
  - Могадор (Эс-Сувейра) 1506—1525
  - Уадан — 1487 — середина XVI века
  - Сафин (Сафи) 1488—1541
  - Крепость Святого Креста мыса Ге (Агадир) 1505—1769
- Аргуин, (ныне часть Мавритании) — 1455—1633
- Зигиншор (сейчас в Сенегале) — 1645—1888

- Португальский Золотой Берег (ныне Гана) — 1482—1642
  - Аккра — 1557—1578
  - Эльмина — 1482—1637
- Крепость Сан-Жуан-Баптишта-де-Ажуда (сейчас часть города Уида, Бенин) — 1680—1961
- Острова Зелёного мыса (сейчас Кабо-Верде) — 1462—1975
- Португальская Гвинея (сейчас Гвинея-Бисау) — 1879—1974
  - Кашеу — 1640—1974
  - Бисау — 1687—1974

#### Экваториальная и Восточная Африка
- Португальская Западная Африка (Ангола) — 1575—1975
  - Португальское Конго (Кабинда) — сейчас эксклав Анголы — 1883—1975
- Ферна́ндо-По́ и Аннобон (сейчас части Экваториальной Гвинеи) — 1474—1778
- Сан-Томе и Принсипи — 1753—1975
  - Сан-Томе — 1470—1641; 1648—1975
  - Принсипи — 1500—1975
- Остров Святой Елены — 1502—1659
- Португальская Восточная Африка (сейчас Мозамбик) — 1498—1975
- южная часть Мадагаскара — 1496—1550
  - Острова Святого Лаврентия — форпост 1498—1540
- форпост на Маскаренских островах — 1498—1540
- поселения в Кении
  - Малинди — оккупация 1500—1630
  - Момбаса — 1593—1729
- поселения в нынешней Танзании
  - Килоа (сейчас Килва-Кисивани, Танзания) — 1505—1512
  - Занзибар — 1503—1698
- Массауа — 1513—1554

### В Азии

#### Аравия и Персидский залив
- Аден (сейчас часть Йемена) — 1516—1538
- Сокотра (сейчас часть Йемена) — 1506—1511
- Бахрейн (Мухаррак и Манама) — 1521—1602
  - Тарут — 1521?-1551?
- Жулфар (Рас эль-Хайма, сейчас часть ОАЭ) — 1515—1633?
  - Либедиа (Бидья) — 1623—1646?
- Хор Факкан (сейчас эксклав Шарджи, ОАЭ) — 1620-?
- Калба (сейчас эксклав Шарджи, ОАЭ) — 1624-?Индийский океан и Азия, анонимный атлас (1550)
- Дибба-Аль-Хисн (сейчас эксклав Шарджи, ОАЭ) — 1624—1648
- Курийят — 1515—1648
- Бендер-Конг — 1624?-?
- Эль-Катиф/Катиф (сейчас часть Саудовской Аравии) — 1521—1529?
- Оман — 1508—1648
  - Маскат — 1515—1650
  - Сохар — 1507—1643
  - Кальхат — 1515—?
  - Барка — 1515—?
  - Матрах — 1588—1648
  - Эс-Сиб — 1621?-?
  - Эль-Хасаб — 1623-?
  - Мадха — 1624-?
- опорные пункты в Персии
  - Бендер-Аббас/Гамру — 1506—1615
  - Ормуз — 1515—1622
  - Кешм — 1621—1622
- Португальская Индия
  - Гоа — 1510—1962
  - Диу — 1535—1962
  - Даман — 1559—1962
  - Бомбей — 1534—1661
  - Каликут — 1512—1525
  - Кочин — 1500—1663
  - Лаккадивские острова — 1498—1545
  - Басайн — 1535—1739
  - Cambay/Khambhat
  - Кананор — 1502—1663
  - Чаул — 1521—1740
  - Читтагонг — 1528—1666
  - Кранганор — 1536—1662
  - Хугли — 1579—1632
  - Дадра и Нагар-Хавели — 1779—1954
  - Масулипатам — 1598—1610
  - Мангалур — 1568—1659
  - Нагапатам — 1507—1657
  - Палиакате — 1518—1610
  - Коулан — 1502—1661
  - Сальсетт — 1534—1737
  - Сан-Томе де Мелапур — 1523—1662; 1687—1749
  - Сурат — 1540—1612
  - Тутикорин — 1548—1658
- Мальдивские острова — 1518—1521; 1558—1573
- Цейлон — 1597—1656/1658

#### Юго-Восточная Азия
- Малакка (сейчас часть Малайзии) — 1511—1641
- Португальская Индонезия (ныне части Индонезии)
  - Флорес (остров) — 1520—1636
  - Молуккские острова — 1522—1605
  - Макассар (о. Целебес) — 1512—1665
  - Острова Банда — 1512—1621
  - Западный Тимор — 1520—1640
- Восточный Тимор (сейчас Тимор-Лешти) — 1520—1975 (формально до 1999)
- поселения в Китае
  - Португальский Макао — 1553—1999
  - Da João, Lapa, Montanha (ныне Хэнцинь) — XIX век — 1941
  - Острова возле Нинбо — 1533—1545
- Децима/Дэдзима (сейчас часть Нагасаки, Япония) — 1571—1639